# T-60
Xe tăng trinh sát T-60 là một loại xe tăng hạng nhẹ được sản xuất bởi Liên Xô từ năm 1941 đến 1942. Trong thời gian này, hơn 6.292 chiếc đã được sản xuất và nó được thiết kế để thay thế các xe tăng trinh sát đổ bộ T-38 lỗi thời.

## Thiết kế
Đội ngũ thiết kế của Nicholas Astrov tại Nhà máy số 37 được giao nhiệm vụ thiết kế xe tăng trinh sát đổ bộ và không đổ bộ vào năm 1938. Họ sản xuất T-30A và T-30B nguyên mẫu. Các mẫu thử nghiệm T-30B, dùng khung xe T-40, đã được chấp nhận như là xe tăng trinh sát T-60, và bắt đầu sản xuất vào tháng 7 năm 1941, ngay sau cuộc xâm lược của Đức.
Mặc dù lúc đầu dự định lắp một khẩu súng máy 12,7 mm như T-40, sau đó nâng cấp thành khẩu pháo TNSh 20 mm, vũ khí này có thể xuyên thủng 15 mm giáp vuông góc ở cự ly 500 m. Một nỗ lực đã được thực hiện vào năm 1942 để lắp pháo ZIS-19 37 mm với T-60, nhưng Liên Xô bị thiếu đạn 37 mm.
Một dự án mới bắt đầu là lắp các khẩu pháo tiêu chuẩn 45mm trên một tháp pháo sửa đổi. Điều đó đã trở thành không thể do tháp pháo cũ quá nhỏ, và một tháp pháo mới được thiết kế và thử nghiệm thành công vào mùa hè 1942, cho ra đời loại T-70. Dự án kết thúc khi STAVKA chọn T-70 là xe tăng hạng nhẹ tiêu chuẩn mới.
T-60 cũng được sử dụng trong các thiết kế của xe tăng phòng không thử nghiệm T-90.